# Draconata mancus
Draconata mancus är en insektsart som beskrevs av Francois Jules Pictet de la Rive och Henri Saussure 1887. Draconata mancus ingår i släktet Draconata och familjen Romaleidae. Inga underarter finns listade i Catalogue of Life.